# Какуда
Какуда (яп. 角田市 Какуда-си) — город в Японии, находящийся в префектуре Мияги. Площадь города составляет 147,58 км², население — 30 916 человек (31 июля 2014), плотность населения — 209,49 чел./км².

## Географическое положение
Город расположен на острове Хонсю в префектуре Мияги региона Тохоку. С ним граничат город Сироиси и посёлки Сибата, Огавара, Ватари, Ямамото, Марумори.

## Население
Население города составляет 30 916 человек (31 июля 2014), а плотность — 209,49 чел./км². Изменение численности населения с 1980 по 2005 годы:
| 1980 | 33 731 чел. |  |
| 1985 | 35 119 чел. |  |
| 1990 | 35 431 чел. |  |
| 1995 | 35 316 чел. |  |
| 2000 | 34 354 чел. |  |
| 2005 | 33 199 чел. |  |

## Символика
Деревом города считается вечнозелёный дуб, цветком — горечавка шероховатая.

## Города-побратимы
- Исикава, Япония (1978)
- Курияма, Япония (1978)
- Гринфилд, США (1990)